# Zamek (Rudawa)
Zamek – wzgórze o wysokości 261 m n.p.m. Znajduje się na Wyżynie Olkuskiej w miejscowości Rudawa. Południowe zbocze opada do Rowu Krzeszowickiego, zachodnie stromo opada do doliny, którym płynie Rudawka. Na wzgórzu istnieją zabudowania mieszkalne.